# Genetikai sodródás
A populációgenetikában genetikai sodródásnak (drift) nevezzük azon evolúciós folyamatokat, melyek során egy adott populáció allélgyakoriságának változását csupán véletlenszerű események határozhatják meg.
Főként kis méretű populációk esetében a véletlen mintavétel során bekövetkező mintavételezési hiba statisztikai hatása miatt egyes allélok (és azon fenotípusos jellemzők, melynek kialakulásáért felelősek) gyakorisága megnőhet vagy lecsökkenhet az egymást követő generációk során. E folyamat idővel evolúciós léptékű változásokhoz vezethet.
A genetikai sodródás elképzelése az 1920-as években született, Sewall Wright amerikai genetikus nevéhez köthető. Ma a biológiai evolúció egyik fő mechanizmusának tekintjük. A genetikai sodródást a nem véletlenszerű természetes szelekciótól az különbözteti meg, hogy a természetes szelekció az allélgyakoriságot az adott allél adaptív és reproduktív sikerének függvényében befolyásolja.